# Aconura ochrargentea
Aconura ochrargentea är en insektsart som beskrevs av Alexander Fyodorovich Emeljanov 1972. Aconura ochrargentea ingår i släktet Aconura och familjen dvärgstritar. Inga underarter finns listade i Catalogue of Life.